# Aston Martin Vulcan
Aston Martin Vulcan — трековый автомобиль автоконцерна Aston Martin, запущенный в производство в 2015 году. Впервые был представлен на Женевском автосалоне в 2015 году. Заднеприводной автомобиль имеет новый 7-литровый двигатель V12, установленный на шасси из алюминиевого сплава и углеродного волокна. На Vulcan установлены углеродно-керамические тормоза, магниевая карданная труба с карданным валом из углеродного волокна, самоблокирующийся дифференциал, 6-ступенчатая секвентальная коробка передач. Снаряженная масса автомобиля составляет 1350 кг.
Внешний облик Vulcan разработан креативным директором Aston Martin Мареком Райхманом, вдохновлённым современными моделями концерна: Vantage и DB9. Vulcan выпускается ограниченной серией из 24 экземпляров, каждый из которых стоит 2,3 миллиона долларов США.